# ピエール・ヴァルド

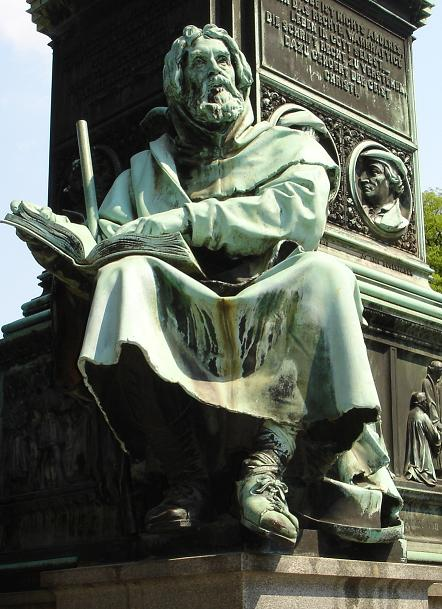
ピエール・ヴァルドの銅像

ピエール・ヴァルド（フランス語: Pierre Valdo）、リヨンのヴァルド（イタリア語: Valdo di Lione)、ペトルス・ヴァルデス (ラテン語: Petrus Valdes、1140年 - 1218年?）は、フランスの宗教運動家。ヴァルド派の始祖。日本では英語読みでピーター・ワルドー（英語: Peter Waldo）と表記されることもある。
リヨン出身。この地の裕福な市民で職業は当時のリヨンでは商人層は発達しておらず保守的な教会が富を蓄積していたことから教会の管財人でこの立場を利用した高利貸しだったと近年では考えられている。
1173年頃にやってきた吟遊詩人の歌う聖アレクシス伝を聴き感銘を受け、町の神学博士に自らの生きるべき道をたずねたところ、持ち物をなげうって貧しい人々に施す聖書の一句を教えられた。それから妻に財産の一部を与えて離別し、娘たちを女子修道院に入れた。続いて高利貸しで不正に得た利子を返して全財産を売り払い貧者にパン、スープを施し、聖職者に依頼してラテン語で書かれた聖書を俗語訳にして学んだ。リヨンで説教をはじめやがて多くの市民が共鳴し清貧と説教を実践する人々が現れた。当時、一介の一般信徒が自発的に説教活動を始めたことはほとんどなくヴァルドは教会から公式な説教の許可を得ようとしたが、リヨンの大司教に拒否された。
1179年の第3ラテラノ公会議に代表者を派遣し、教皇と司教団の直接の許可を得ようとしたが、高位聖職者の審査で却下された。教皇アレクサンデル3世からは温かく迎え入れられ、清貧の誓願を承認されたが説教については留保となりリヨンに戻って今まで以上に精力的に活動を続けた。しかし、1181年に理解者だったアレクサンデル3世とリヨン大司教ギシャール・ド・ポンティニーが相次いで亡くなり、ヴァルドは1182年に新任のリヨン大司教ジャン・ベル＝マンにリヨンから追放された。1184年のヴェローナ教会会議ののち教皇ルキウス3世から破門され異端宣告を受けたが、その決定には従わず活動は、北イタリア、フランスにまで広がった。